# Culture (groupe de reggae)
Pour les articles homonymes, voir Culture (homonymie).
Culture est un groupe de reggae jamaïcain composé de Joseph Hill (22 janvier 1949 - 19 août 2006), Albert Walker et Kenneth Dayes, formé en 1976 et encore actif jusqu'en 2006. Les paroles sont très influencées par le mouvement rastafari et l'Afrique. Seul groupe ayant produit plusieurs albums à avoir obtenu 5 étoiles dans la première édition du Rolling Stone Record Guide, Culture est reconnu pour avoir, contrairement à de nombreuses autres formations, presque toujours sorti des albums dont le son est resté 'roots', ce qui en faisait une référence des groupes de reggae encore en activité dans les années 2000 aux côtés de Burning Spear, Israel Vibration ou The Abyssinians. La mort du chanteur Joseph Hill en août 2006 mettra sans doute un coup d'arrêt au groupe.

## Biographie
Le groupe Culture, connu au départ sous le nom de The African Disciples,  se forme en 1976 autour du trio vocal Joseph Hill le leader, Albert 'Ralph' Walker et Kenneth Dayes (De son vrai nom Roy 'Kenneth' Paley) assurant les backing. Joseph Hill est le seul qui a une réelle expérience du studio, ayant enregistré comme percussionniste du groupe Soul Defenders pour  Sir Coxsone Dodd au début des années 1970.
Leur premier album, Two Sevens Clash, dont le nom fait référence à l'année d'enregistrement 1977, est majoritairement composé de singles enregistrés dans le studio de Joe Gibbs et mixé par Errol Thompson et Joe Gibbs, le backing band est The Professionals. Ils enregistrent aussi chez Joe Gibbs l'album sorti l'année suivante Baldhead Bridge, dont les titres sont ce qui reste des sessions de Two Sevens Clash.
Ils enregistrent en 1978 au Harry J's Studio l'album Africa Stand Alone pour Jamie Hatcher et Sidney Crooks. Puis le groupe signe chez Virgin et rencontre Sonia Pottinger, célèbre productrice de reggae, qui leur permet l'obtention d'un passeport pour donner un concert aux États-Unis, qu'ils recontactent et pour laquelle ils enregistrent Harder Than The Rest, album majoritairement composé de reprise d' Africa Stand Alone, Cumbolo et International Herb, tous trois backés par les Revolutionaries. Sonia Pottinger sort aussi l'album Culture In Dub, dubs de Harder Than The Rest et enregistre les titres qui sortiront en 1993 sur le label Heartbeat Records sous le nom Trod On et où l'on peut entendre sur deux titres  Count Ossie & The Mystic Revelation Of Rastafari. En 1981, sort l'album More Culture composé de quatre titres enregistrés pour Joe Gibbs et du reste pour Sonia Pottinger.
À partir de 1982, le trio se sépare et Joseph Hill enregistre Lion Rock avec son ancien groupe, les Soul Defenders tandis que Kenneth Dayes et Albert Walker enregistrent pour Henry "Junjo" Lawes, l'album Roots & Culture en compagnie de Don Carlos.
L'année 1986 voit la reformation du groupe et la sortie de deux albums backés par les Roots Radics : Culture At Work produit par Sly and Robbie et Culture In Culture' suivi de Nuff Crisis en 1988 et Good Things en 1989. En 1991, alors que le groupe avait gardé un son plutôt roots comparé à toutes les productions des années 1980, l'album Three Side To My Story montre un son plus moderne sur des titres inédits ainsi que d'autres réenregistrés pour l'occasion.
En 1992, sort Wings Of A Dove qui est le dernier album où Kenneth Dayes apparaît. Ce dernier quitte le groupe l'année suivante et le groupe ne sortira pas d'albums nouveau jusqu'en 1996 avec One Stone où Dayes est remplacé par Ire Lano Malomo, chanteur du nouveau backing band de Culture, les Dub Mystic. Malomo quitte le groupe en 1999 après les sorties de Trust Me et du live Cultural Livity, il est remplacé par Telford Nelson pour l'album Payday en 2000. Puis Joseph Hill continue en solo pour sortir Humble African en 2000 et World Peace en 2003.
Joseph Hill est décédé le 19 août 2006 à Berlin en Allemagne à la suite d'un brusque malaise, le lendemain d'un concert à Anvers. Kenyatta Hill, le fils de Joseph, a pris le relais depuis le décès de son père et le groupe est toujours actif.

## Anecdotes
Un des morceaux les plus célèbres de Culture: "Two Sevens Clash " fait référence à une prophétie de Marcus Garvey annonçant pour le 7 juillet 1977 la fin du monde occidental et le début d'un monde meilleur pour le peuple noir.

## Discographie par années d'enregistrement
- 1978 - Two Sevens Clash
- 1978 - Africa Stand Alone
- 1978 - Baldhead Bridge
- 1978 - Culture In Dub
- 1978 - Harder Than The Rest
- 1979 - Cumbolo
- 1979 - International Herb
- 1977-79 - Strictly Culture (Compilation sortie en 1995)
- 197X - Trod On
- 197X - Vital Selection (Compilation sortie en 1981)
- 197X - Too Long in Slavery (Compilation sortie en 1989 dans la série Virgin Frontline)
- 1981 - More Culture
- 1982 - Lion Rock
- 1982 - Roots & Culture (Avec Don Carlos)
- 1982 - The Peel Sessions EP (Enregistré à l'occasion des Peel Sessions, sorti en 1987)
- 1986 - Culture At Work
- 1986 - Culture In Culture
- 1988 - Nuff Crisis
- 1989 - Good Things
- 197X-8X - Stronger Than Ever (Compilation sortie en 1990)
- 197X-8X - Production Something (Compilation sortie en 1995)
- 198X - 17 Chapters Of Culture (Réunion des albums Lion Rock et Good Things sortie en 1992)
- 1991 - Three Sides to my Story
- 1992 - Wings of a Dove
- 1996 - One Stone
- 1997 - Stoned
- 1997 - Ras Portraits
- 1997 - Trust Me
- 1998 - Cultural Livity
- 198X-9X - Culture (Compilation sortie en 1997 dans la série Ras Portraits)
- 2000 - Payday
- 2000 - Humble African
- 2000 - Scientist Dubs Culture Into A Parallel Universe
- 2002 - Live In Africa
- 2003 - Live At Negril
- 2003 - World Peace